# Maslenitsa Corona
Maslenitsa Corona est une corona, formation géologique en forme de couronne, située sur la planète Vénus par 77° N et 202,5° E. Elle est localisée dans le quadrangle de Snegurochka Planitia. Elle a été nommée en référence à Maslenitsa, Personnification slave de la fertilité. 

## Géographie et géologie
Maslenitsa Corona couvre une surface circulaire d'environ 0 km de diamètre. 